# 莫汉·库马尔 (外交官)
莫汉·库马尔（英語：Mohan Kumar，1957年7月13日—），印度作家、教授、前外交官，現任金德爾全球大學戰略與國際事務系主任，曾任印度駐法國兼駐摩納哥大使、印度駐巴林大使等職務。

## 经历
莫汉·库马尔出生于1957年7月13日。他擁有德里大學管理學院工商管理碩士學位和巴黎政治大學博士學位。
1981年，庫馬爾加入印度外事服務。加入外交服务后，他被派往印度常驻日内瓦代表团担任三等秘书至1984年。在此期间，他不仅学习了法语，还熟悉了联合国的工作。1984年至1990年，他分别在印度驻摩洛哥和刚果的外交使团中担任二等秘书和一等秘书，主要负责印度与这些法语国家的政治和商业关系。1990年至1992年，他在新德里外交部担任事务官，负责印度与孟加拉国、斯里兰卡及马尔代夫的双边关系事务。
2010年11月至2015年5月，任印度驻巴林大使。
2015年4月15日，被任命爲下一任印度駐法國大使。2015年5月至2017年7月，任印度駐法國大使，兼任印度駐摩納哥大使。隨後退休。

## 個人生活
莫汉·库马尔大使的妻子瑪拉是一名英语教师，兩人育有一儿一女。他的兴趣爱好包括旅行、阅读、板球和网球。

## 著作
- 《世貿組織的談判動態：內部人士的觀點》（Negotiation Dynamics of the WTO: An Insider’s Account）[10]
- 《印度的時刻：改變世界權力格局》（India's Moment: Changing Power Equations around the World）[11]